# Valens Ndayisenga
Valens Ndayisenga, né le 1er janvier 1994 à Rwamagana, est un coureur cycliste rwandais. 

## Biographie
Valens Ndayisenga se classe troisième du championnat du Rwanda sur route en 2012, à l'âge de 18 ans. En 2014, il devient double champion du Rwanda : sur route et en contre-la-montre, à 20 ans. Cette même année, il signe au Centre mondial du cyclisme et gagne le Tour du Rwanda. Il remporte à nouveau la course en 2016, année où il passe professionnel au sein de Dimension Data-Qhubeka. En mars de l'année suivante, il rejoint en cours de saison l'équipe Tirol.
En avril 2018, il rejoint l'équipe amateure française de DN2 Pays Olonne Cycliste Côte de Lumière, après une participation aux Jeux du Commonwealth.

## Famille
Il est le frère de la coureuse cycliste Xaverine Nirere.

## Palmarès sur route
- 2012
  - 3e du championnat du Rwanda sur route
  - 5e du championnat d'Afrique du contre-la-montre juniors
- 2013
  - 2e étape du Tour du Rwanda
- 2014
  -  Champion du Rwanda sur route
  -  Champion du Rwanda du contre-la-montre
  - Tour du Rwanda :
    - Classement général
    - 2e étape
- 2015
  -  Champion du Rwanda du contre-la-montre
  -  Champion du Rwanda du contre-la-montre espoirs
  - Prologue du Tour d'Égypte
  -  Médaillé d'argent du championnat d'Afrique du contre-la-montre espoirs
  -  Médaillé de bronze du contre-la-montre par équipes aux Jeux africains
- 2016
  -  Champion du Rwanda sur route espoirs
  -  Champion du Rwanda du contre-la-montre espoirs
  - Tour du Rwanda :
    - Classement général
    - 2e et 6e étapes

  - 2e du championnat du Rwanda du contre-la-montre
- 2017
  - 7e étape du Tour du Rwanda
  -  Médaillé de bronze du championnat d'Afrique du contre-la-montre par équipes
- 2018
  - Critérium Nant'Est Entreprises
  -  Médaillé d'argent du championnat d'Afrique du contre-la-montre par équipes
- 2019
  -  Médaillé d'argent du championnat d'Afrique du contre-la-montre par équipes

## Classements mondiaux
| Année           | 2014 | 2015 | 2016 | 2017 |
| --------------- | ---- | ---- | ---- | ---- |
| UCI Africa Tour | 6e   | 63e  | 81e  | 5e   |